# Tetsavé

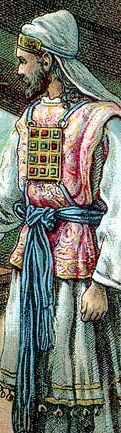
O Sumo Sacerdote (ilustração de um cartão da Bíblia publicado em 1907 pela Providence Lithograph Company)

Tetsavé ou tetsavê (em hebraico: תְּצַוֶּה, que significa "você comanda", a segunda palavra e primeira palavra distintiva na Parashá) é a 20ª porção semanal da Torá (parashá) no ciclo anual de leitura da Torá judaica e oitavo no livro de Êxodo. Ela constitui Êxodo 27:20 a Êxodo 30:10. Os judeus na diáspora a lêem no 20º sábado, após a Simchat Torá, geralmente em fevereiro ou março. 